# 伊珀爾圍城戰 (1678年)
伊珀爾圍城戰發生於1678年3月18日至25日的西屬尼德蘭，是法荷戰爭的一場圍城戰役，最終法國攻占了這座城市。

## 前奏
1677年10月，英格蘭查理二世的姪女兼可能繼承人瑪麗·斯圖亞特嫁給了荷蘭的奧蘭治親王威廉三世，讓兩國和解了自1674年英荷戰爭以來的對立。
這讓路易十四決定入侵西屬尼德蘭來抗衡英軍對其軍事行動的干涉。
荷蘭預估法軍會進攻那慕爾，但路易十四卻直接把大軍開往根特，並於3月9日攻陷之，隨後立即向西轉攻伊珀爾。

## 圍城
3月18日，法軍在沃邦的率領下開始向這座要塞城市方向挖掘戰壕。這座城市是由多姆·法蘭西斯科·德·帕爾多率領的西班牙軍隊駐守，帕爾多還下令淹沒周圍護城河以阻擋法軍。
但法軍進展太迅速，以致於守軍的這項措施未能成功。法軍圍城後以22門大口徑火砲及12門迫擊砲猛轟伊珀爾，經一週的砲火摧殘後，路易十四下令於3月24日晚間發動總攻。整座城市很快就被攻占，守軍也在25日拂曉時投降。核心堡壘的西班牙軍多支撐了一天，但裡頭的1600名士兵及600名傷兵隨後也向法軍投降。

## 結果
沃邦於4月時又重建了現代化的伊珀爾要塞群，也就是現今可以看到的模樣。于米埃公爵被指派為新的伊珀爾領主。

英格蘭的查理二世派了20團的軍隊運抵奥斯坦德，但卻猶豫是否要繼續與法國作戰。在此同時，法國和荷蘭共和國開始談判，並於8月10日簽訂了《奈美根條約》。

## 來源
- Abel Hugo, France historique et monumentale : Histoire générale de France depuis les temps les plus reculés jusqu'à nos jours, 1843.
- Camille Rousset, Histoire de Louvois et de son administration politique et militaire, Volume 2, 1862.
- Luc-Normand Tellier, Face aux Colbert : les Le Tellier, Vauban, Turgot-- et l'avènement du libéralisme, Édition presse de l'université de Quebec, 1987.

## 外部連結
- 要塞化城市: 1678年的伊珀爾 （页面存档备份，存于）

50°51′00″N 2°52′59″E / 50.8500°N 2.8830°E